# Jahanara Shahnawaz
Jahanara Shahnawaz, född 1896, död 1979, var en pakistansk politiker.
Hon var en av Pakistans två första kvinnor i parlamentet (1947) och Pakistans första kvinnliga vice talman (1947).